# Wild Bill (film, 2017)
Pour les articles homonymes, voir Wild Bill.
Pour plus de détails, voir Fiche technique et Distribution.
Wild Bill (Hickok) est un western américain réalisé par Timothy Woodward Jr., sorti en 2017.

## Synopsis
Essayant de fuir son passé, l'as de la gâchette Wild Bill Hickok débarque à Abilene, dans le Kansas où le maire George Knox l'engage en tant que nouveau marshal de sa petite ville. Sa mission est de faire régner l'ordre. Mais son autorité est refusée par une bande de hors-la-loi et le propriétaire d'un saloon, Phil Poe, qui côtoie son ancienne amoureuse, Mattie. Seul contre tous, Wild Bill est prêt à tout pour imposer la loi et l'ordre.

## Fiche technique
- Titre original : Hickok
- Titre français : Wild Bill
- Réalisation : Timothy Woodward Jr.
- Scénario : Michael Lanahan
- Montage : Ned Thorne
- Musique : Andrew Joslyn
- Photographie : Pablo Diez
- Production : Lauren De Normandie, Christopher Brian Nicoletti, Henry Penzi et Timothy Woodward Jr.
- Sociétés de production : Status Media & Entertainment, >Avery Productions et Vision Tree
- Société de distribution : Cinedigm
- Pays d'origine :  États-Unis
- Genre : western
- Durée : 88 minutes
- Format : Couleur
- Dates de sortie :
  -  États-Unis : 7 juillet 2017
  -  France : 25 avril 2018 (DVD)

## Distribution
- Luke Hemsworth (VF : Christophe Seugnet) : Wild Bill Hickok
- Trace Adkins (VF : Jean-Bernard Guillard): Phil Poe
- Kris Kristofferson (VF : Frédéric Cerdal) : George Knox
- Bruce Dern : Doc Rivers O'Roark
- Cameron Richardson (VF : Nathalie Bienaimé) : Mattie
- Kaiwi Lyman-Mersereau (en) (VF : Yann Pichon) : John Wesley Hardin
- Hunter Fischer : Joey
- Jason Lively : Ike
- Robert Catrini (VF : Gérard Rouzier) : shérif Akers
- Britain Simons : The Kid
- Kimberly Alexander : Lou-Ann